# Virginia Vezzi
Virginia Vezzi (Velletri (États pontificaux), 1600 - Paris, 1638) est une peintre italienne du XVIIe siècle. Elle fut aussi l'épouse du peintre français Simon Vouet (1590-1649). On lui attribue avec certitude un tableau intitulé Judith, d'autres œuvres présentent des problèmes d'attribution.

## Biographie
Virginia Vezzi naît en 1600 ou 1601 et grandit à Velletri, entourée de son père, Pompeo Vezzi, qui était lui aussi peintre. C'est peut-être lui l’a poussée dans le monde de l’art, l’a orientée dans la peinture, et la lui a enseignée. La famille déménage à Rome dans les années 1610. Pompeo Vezzi s’intègre bien au contexte artistique romain, il côtoie les peintres qui lui sont contemporains, dont Simon Vouet, et participe à des réunions qui ont lieu chez ce dernier, dans les années 1624-1625. Virginia Vezzi et Simon Vouet se sont peut-être connus par ce biais ; ils se marient en avril 1626. Cette même année l’artiste Claude Mellan grave un portrait de Virginia Vezzi, peut-être à l’occasion de ce mariage, ou bien peut-être pour marquer son entrée à l’Académie de Saint-Luc à Rome, une corporation de peintres dont Simon Vouet est justement le prince. Cette distinction est prestigieuse pour un artiste, et encore plus rare pour une femme, puisqu’elles sont seulement quinze au cours du XVIIe siècle à y entrer. Son nom est ainsi annoté dans le registre, sans pour autant mentionner une date d’admission, qui doit être dans les années 1620.
Vers 1627, Vouet peint Virginia Vezzi, épouse de l'artiste, en Marie Madeleine. Cette année-là, elle suit son mari à Paris. En effet, Simon Vouet, premier peintre du roi, est alors rappelé par Louis XIII. D’après diverses sources, Virginia Vezzi est appréciée de Maris de Médicis et du cardinal de Richelieu. On ne trouve malheureusement pas de traces de son travail, peut-être encore attribué à son époux Simon Vouet ou à son atelier ; le problème est qu’ils ont certainement dû travailler ensemble, et que leur style pictural est assez proche.
Elle meurt en 1638.

## Œuvres

### Tableau attribué
Afin d’accéder à l’Académie Saint-Luc, Virginia Vezzi a dû livrer un tableau de sa main. Il pourrait être Judith, seul tableau qui lui soit attribué avec certitude, datant justement des années 1620. En effet, une gravure de Claude Mellan permet de le lui attribuer puisqu’une inscription en bas de la gravure spécifie que « Virginia de Vezzo pinxi ».
Ce tableau nous livre l’histoire de Judith et Holopherne, racontée dans l’Ancien Testament. Nabuchodonosor, roi de Babylone, envoie son général Holopherne assiéger la ville de Béthulie. Judith, belle et veuve, prend la décision de sauver son peuple. Elle se pare de ses plus beaux vêtements, se rend au camp adverses, enivre et charme Holopherne. Ce dernier succombe, et elle profite ainsi de son ivresse pour lui trancher la tête, qu’elle ramène à la ville, avec sa servante, et expose fièrement. Ce thème iconographique est répandu au XVIIe siècle par Le Caravage et ses suiveurs : le sujet sanglant, dramatique, prenant place dans une tente plongée dans la pénombre plaît à cette époque. Ces représentations se multiplient, et d’autres femmes artistes viennent à peindre ce thème, le plus connu étant celui de Artemisia Gentilleschi.

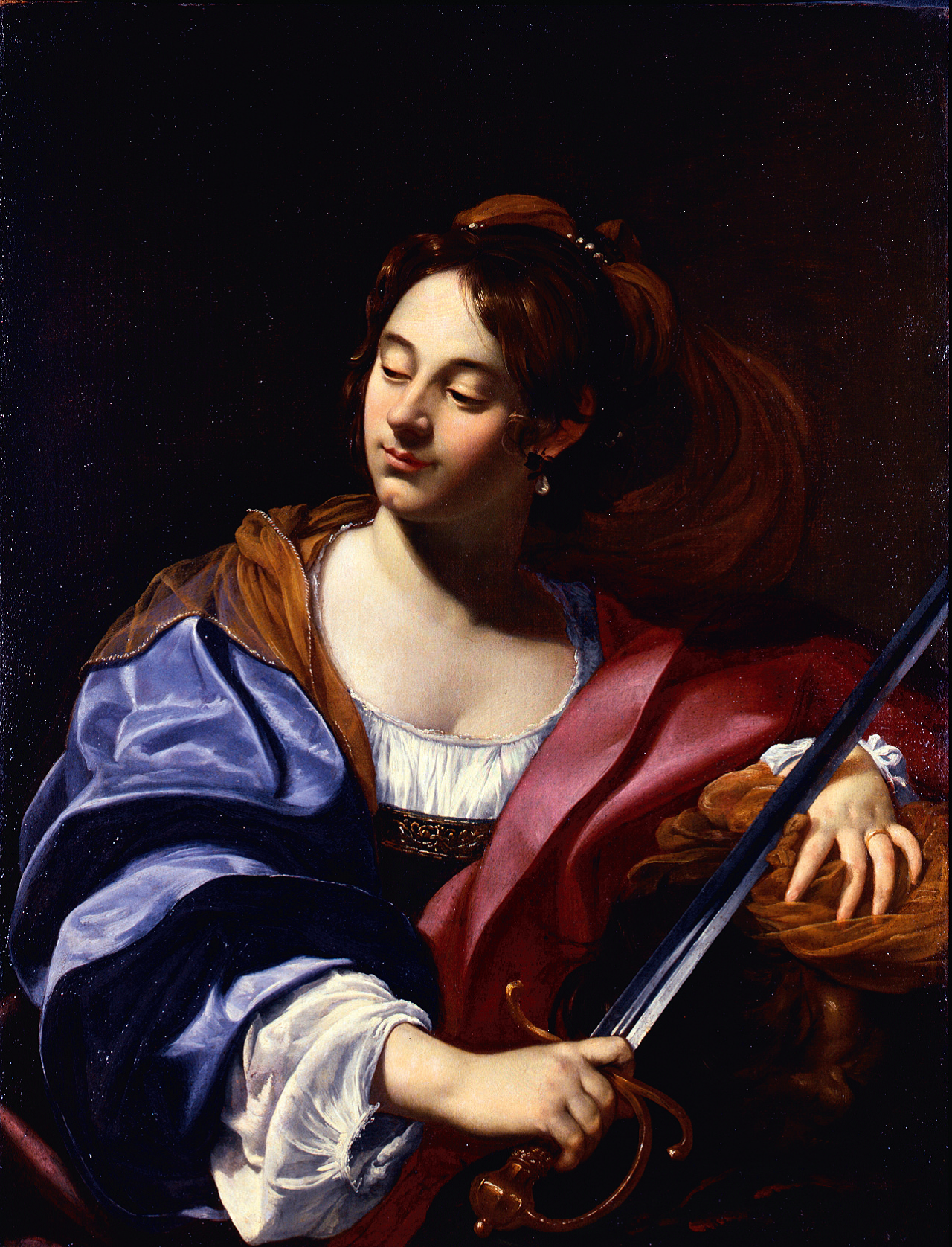
Judith, 1624-1626, huile sur toile, 98 × 74 cm, Nantes, Musée d’Arts.
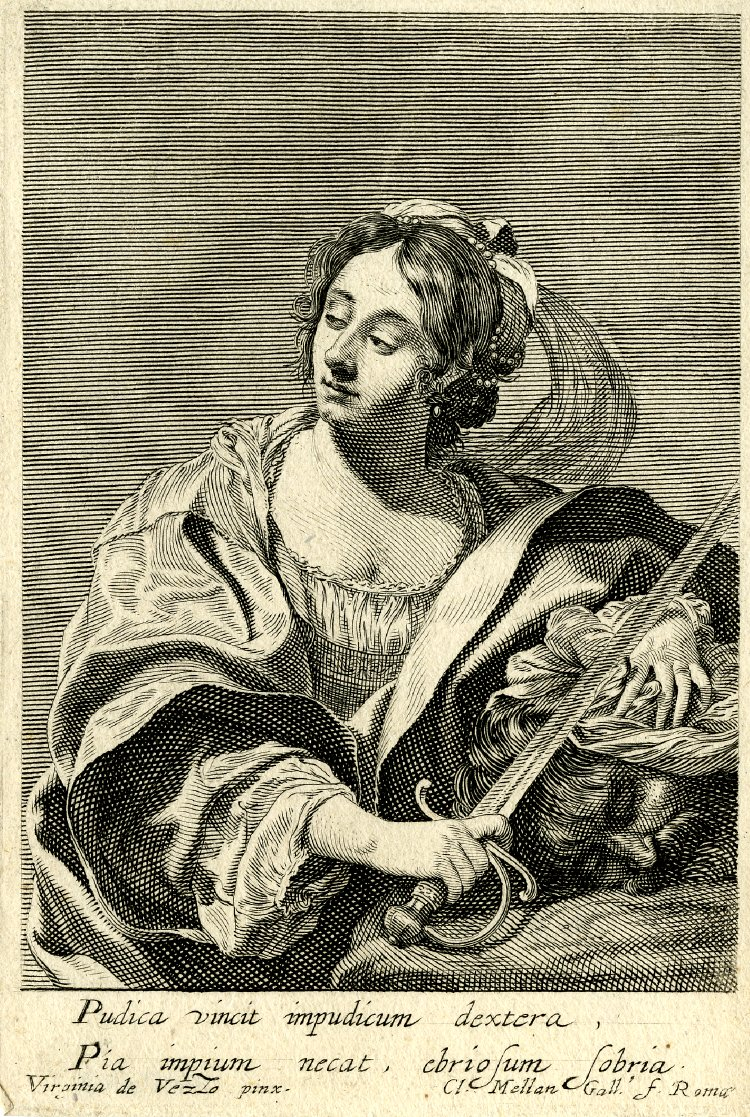
Claude Mellan, Judith et Holopherne (d'après Virginia Vezzi), 1624-1626, gravure, 16,5 × 10,9 cm, Nancy, Musée des Beaux-Arts

### Autres attributions
Il n'y a pas d'autres traces de son travail. La proximité stylistique, mais aussi le fait qu'elle devait travailler avec son mari, posent certainement des problèmes d'attribution. Des attributions sont toutefois proposées, comme un tableau représentant l’Allégorie de la peinture, qui serait un double portrait d’elle-même peignant Simon Vouet, ou encore une Vierge à l’enfant (une huile sur toile,102 × 85,5 cm, conservée à Paris, Galerie Éric Coatalem) ; mais surtout, une Danaë, dont le nom de Jacques Blanchard est aussi évoquée.

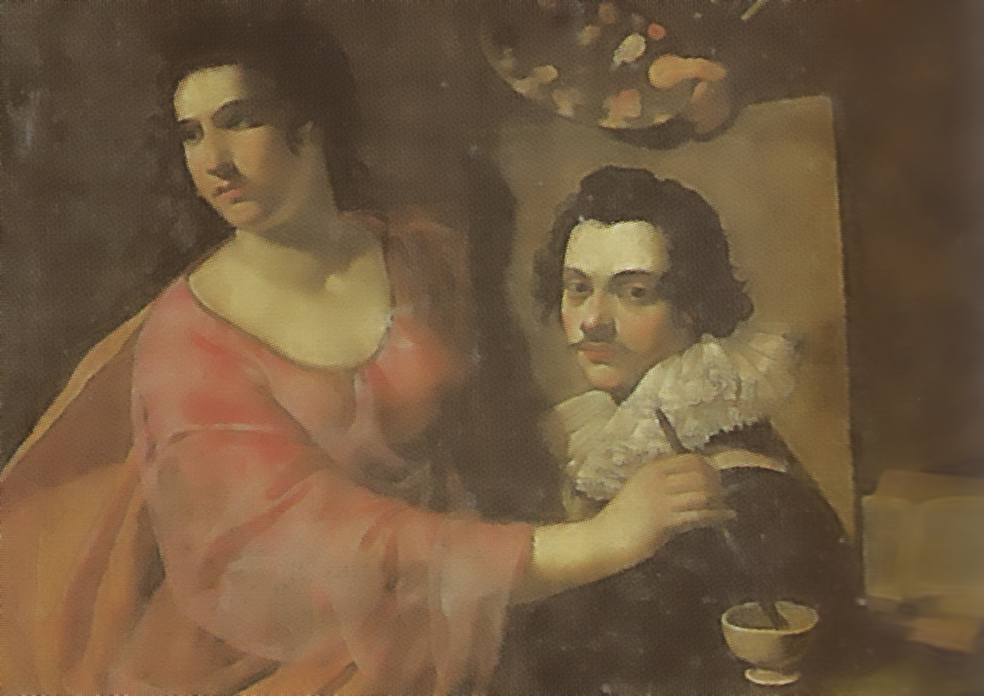
Allégorie de la peinture (attribution discutée), vers 1620, collection privée
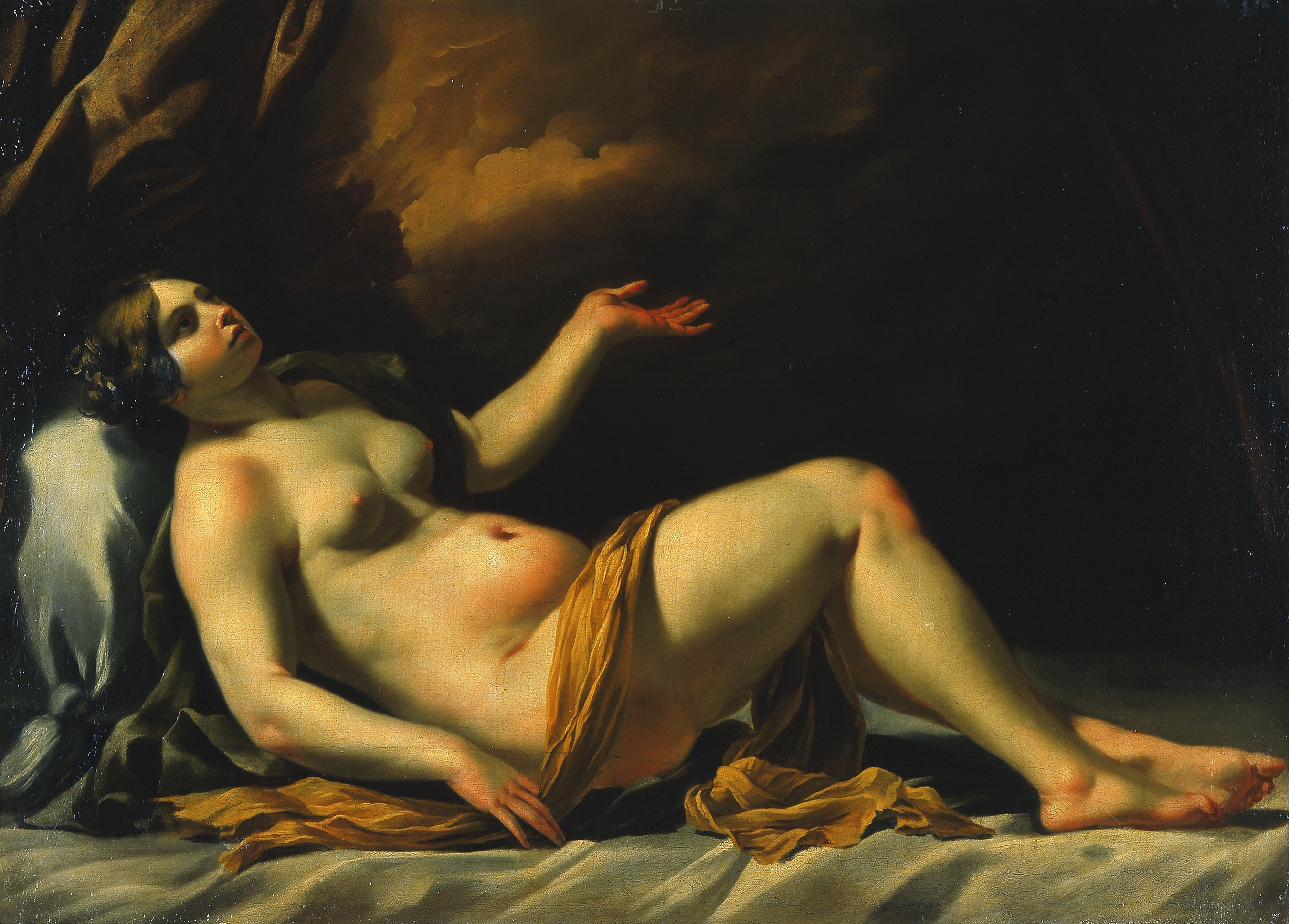
Jacques Blanchard ou Virginia Vezzi (attribution discutée), Danaë, 1620-1630, huile sur toile, 93.4 × 128.4 cm, Austin, Blanton Museum of Art